# Iški-Mari
Iški-Mari ali Išgi-mari (𒅖𒄄𒈠𒌷 iš11-gi4-ma-rí),  je bil kralj Drugega marijskega kraljestva, ki je vladal okoli 2350-2330 pr. n. št. Njegovo ime se je prej bralo Lamgi-Mari.
Bil je eden od treh marijskih kraljev, znan iz arheoloških virov. Najstarejši je bil verjetno Ikun-Šamaš. Tretji je bil Iku-Šamagan, znan iz napisa na kipu. Napisi vseh treh kraljev so pisani narečju akadskega jezika, medtem ko so njihovi sumerski sodobniki pisali v sumerščini.
Domeva se, da je bil Iški-Mari zadnji kralj Marija, preden ga je okoli leta 2330 pr. n. št. osvojil in uničil Sargon I. Akadski.

## Napisi
Iški-Mari je znan s kipa z napisom, ki ga hrani Narodni muzej Alepa. Napis na hrbtni strani kipa se glasi:

𒅖𒄄𒈠𒌷 / 𒈗𒈠𒌷 / 𒑐𒋼𒋛𒃲 / 𒀭𒂗𒆤 / 𒊨𒋤 / 𒀀𒈾 / 𒀭𒈹𒀴 / 𒊕𒄸𒁺

ish11-gi4-ma-ri2 / lugal ma-ri2 / ensi2 gal / Den-lil2 / dul3-su3 / a-na / Dinanna-nita / sa12-rig9

"Iški-Mari, kralj Marija, veliki ensi boga Enlila, je ta kip posvetil Inani"— Iški-Marijev napis.
Napis je bil ključ za prepoznavanje Tel Haririja kot starodavnega Marija.
Znanih je tudi več odtisov valjastih pečatnikov z zapletenimi vzorci in napisom "Iški-Mari, kralj Marija".

## Odkritje
Iški-Marijev kip je 23. januarja 1934 odkrila skupina francoskih arheologov pod vodstvom Andréja Parrota v Ištarinem templju v Mariju.
Iški-Mari je upodobljen z dolgo brado in razdeljenimi   spletenimi lasmi. Kralj nosi lasnico, podobno sumerskim kraljevskim lasnicam, na primer na pokrivalih vladarjev Meskalamduga  (vladal okoli 2600 pr. n. št.) in Eanatuma (vladal okoli 2500 –2400  pr. n. št.)  Oblečen je v plašč z resami, ki pokriva samo eno ramo, kakršni so vidni tudi na upodobitvah drugih vladarjev Akadskega kraljestva.
- Iški-Marijev kip (prednja stran)
- Iški-Marijev kip (desna stran)
- Iški-Marijev kip (hrbtna stran)

## Narodni muzej Alepa
- Iški-Mari s pokrivalom in lasno sponko, značilno za sumerske vladarje[1]
- Kipi iz Marija; Iški-Marijev kip je skrajno levo in je mnogo manjši od številnih tradicionalnih kipov iz Marija[1]
- Iški-Mari in kipa svečenikov[1]